# Discoididae
Famille
Les Discoididae sont une famille éteinte d'oursins irréguliers à mâchoire, de l'ordre des Holectypoida.
Ils ont vécu de l'Hauterivien jusqu'à la fin du Crétacé, soit environ entre −130 à −66 Ma (millions d'années).

## Liste des genres
Selon World Register of Marine Species (13 décembre 2015) :
- genre Camerogalerus Quenstedt, 1873 †
- genre Discholectypus Pomel, 1883 †
- genre Discoides Parkinson, 1811 †